# ایرج (خواننده)
حسین خواجه امیری (زادهٔ ۱۱ دی ۱۳۱۱) که به صورت حرفه‌ای با نام ایرج شناخته می‌شود، خواننده موسیقی سنتی ایرانی است.
به ایرج لقب «پهلوان آواز» را داده‌اند و در میان طرفدارانش با این لقب شناخته می‌شود. محمدرضا شجریان دربارهٔ وی گفته بود: «صدای ایرج در تاریخ آوازخوانی ما یک متر و معیار است و هر کس بخواهد در بالاترین حد حنجره صدایی را مثال بزند، می‌گوید صدا شبیه صدای ایرج است». ایرج در دوران قبل از انقلاب علاوه بر موسیقی سنتی و برنامه گل‌ها، در فیلم‌فارسی‌ها نیز ترانه‌هایی خواند. او پدر احسان خواجه‌امیری، خواننده و آهنگساز و الیکا خواجه‌امیری، نوازنده است.

## زندگی
حسین خواجه امیری در ۱۱ دیماه ۱۳۱۱ در خالدآباد نطنز از توابع استان اصفهان در خانواده‌ای هنرمند به‌دنیا آمد. پدربزرگش ملا میرزا از خوانندگان بنام زمان ناصرالدین شاه بود و پدرش نعمت‌اللّه که از صدایی خوش و رسا برخوردار بود و ردیف می‌دانست، مدت‌ها او را تحت تعلیم خویش قرار داد. حسین در همان زمان در مراسم تعزیه‌خوانی شرکت می‌کرد و نزد تعزیه‌خوانانی که ردیف و دستگاه می‌دانستند، آواز آموخت.
وی پس از پایان تحصیلات ابتدایی به تهران رفت و در یک مهمانی با حمید وفادار، برادر مجید وفادار آهنگساز بزرگ آشنا شد. وفادار که در آن مهمانی آواز اثرگذار ایرج را شنیده بود او را به ابوالحسن صبا معرفی کرد. ایرج در سال ۱۳۲۶ به مکتب ابوالحسن صبا راه یافت و دو سال پیاپی در حضور او دانسته‌های خویش را تکمیل کرد و به وسیلهٔ وی به ابراهیم منصوری که مسئولیت سرپرستی رادیو ایران را برعهده داشت معرفی شد و چون مورد تأیید صبا بود از او آزمونی گرفته نشد. از این تاریخ به بعد همکاری ایرج با ارکستر ابراهیم منصوری شروع شد و برنامه‌های متعددی را اجرا کرد. وی پس از مدتی در سال ۱۳۲۹ در دانشکده افسری ارتش پذیرفته شد و در آنجا نیز شب‌های جمعه از ساعت ۷:۳۰ تا ۸ در برنامهٔ ارتش شرکت و با ارکستر محمدعلی بهارلو برنامه اجرا می‌کرد. در سال ۱۳۳۰ اکبر گلپایگانی و جمشید مشایخی که هر دو از نام‌آوران و بزرگان هنر ایران در زمینه موسیقی و سینما هستند نیز در دانشکدهٔ افسری پذیرفته شدند و از همان زمان، دوستی ایرج و گلپا شکل گرفت و این دوستی ادامه یافت. ایرج که نام اصلی او حسین است در آن زمان به خاطر محدودیت‌های ارتش نمی‌توانست از اسم اصلی خود در اجرای برنامه‌های هنری موسیقی استفاده کند به همین دلیل نام مستعار ایرج، که نام برادرش بود را برای خود برگزید و در این سال‌ها یعنی از ۱۳۲۷ تا ۱۳۳۶ با ارکسترهای مختلف از جمله ارکسترهای ابراهیم منصوری، عبدالله جهان‌پناه، محمدعلی بهارلو، نصرالله زرین‌پنجه، مهدی خالدی، جواد لشکری، بزرگ لشکری و… برنامه اجرا کرد. موفقیت‌های ایرج ادامه داشت تا اینکه بالأخره در سال ۱۳۳۶ به دعوت داوود پیرنیا بنیان‌گذار برنامهٔ گل‌ها به این برنامهٔ مشهور راه یافت و در نخستین همکاری خود با این برنامه برگ سبز ۴۳ را در مایهٔ شور-ابوعطا و با همکاری علی تجویدی و فرهنگ شریف و امیر ناصر افتتاح خواند. از همان زمان همکاری وی با برنامه گل‌ها ادامه یافت.
ایرج علاوه بر اجرای برنامه‌های مختلف رادیویی به اجرای ترانه و آواز برای فیلم‌های فارسی همت گماشت و بازیگران زیادی از جمله محمدعلی فردین، منوچهر وثوق، رضا بیک‌ایمانوردی و… ترانه‌های وی را لب‌خوانی می‌کردند. نخستین فیلمی که ایرج در آن ترانه خواند، فیلم روزنهٔ امید به کارگردانی سردار ساگر و با ترانه‌های ساختهٔ جواد لشکری است.
ایرج در سال ۱۳۹۲ دو آهنگ جدید را با آهنگسازی عباس تجویدی، خواند که هنوز منتشر نشده است.

## آلبوم‌ها
ایرج در دوران فعالیت هنری خود بیش از ۲۰۰۰ آواز و تصنیف و ترانه در برنامه‌های مختلف خوانده است.
- نیاز
- غزل خوان
- همه چشم‌ها به ایرانه
- به یاد فردین
- پرنده
- حرف نگفته
- شب بارانی ۱۳۸۵
- خاطرات زندگی
- گل من
- گلدون بی گل
- سنگ صبور

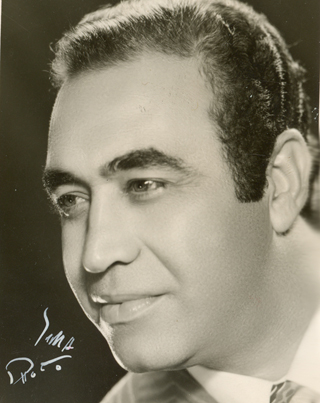

- بزم عاشقان اثری از انوشیروان روحانی
- قصه زندگی
- من و استاد

### برنامه‌های اجرا شده
- ۲۱۳ برنامه گل‌ها (برگ سبز - گل‌های رنگارنگ - شاخه گل - گل‌های تازه)
- برنامه‌های رادیو ارتش
- ارکستر دانشجویان
- ارکستر محمد بهارلو
- ارکستر ابراهیم منصوری
- ارکستر عبدالله جهان پناه
- موسیقی ایرانی اولیه
- موسیقی ایرانی FM
- نوایی از موسیقی ملی
- شاعران قصه می‌گویند
- شما و رادیو
- بزم شاعران
- اجرای آهنگ در حدود ۱۰۵ فیلم فارسی
- برنامه پنجم تکنوازان در مایه اصفهان با پیانوی پویان آزاده
- برنامه دهم تکنوازان در دستگاه ماهور با پیانوی پویان آزاده

## هنرمندان همکار
او در طول سال‌ها فعالیت در زمینه موسیقی با هنرمندانی چون گوگوش، حمیرا، عهدیه، مهستی، هایده، پوران، شهین‌دخت شبیری، رؤیا، الهه و … همکاری‌هایی داشته است.
نتیجهٔ همکاری او با سالار عقیلی، موزیک ویدیو آوا ایران است. یکی از جدیدترین همکاری‌های او با امیراحسان فدایی در ترانهٔ «صلح و صفا» با ترانه‌سرایی و آهنگسازی محمدسعید لشکری به حساب می‌آید.
ایرج با نوازندگان مختلفی همکاری داشته که اسامی برخی از آن‌ها را در زیر مشاهده می‌شود:
- نوازندگان ویولن:

علی تجویدی، همایون خرم، پرویز یاحقی، حبیب‌الله بدیعی، اسدالله ملک، جواد لشکری؛ بزرگ لشکری؛ منوچهر لشکری؛ شاپور نیاکان، عباس شاپوری؛ ناصر زرآبادی؛ سیاوش زندگانی، مجتبی میرزاده، مسعود حسن خانی، عارف ابراهیم پور، جهانشاه برومند، مهران مهتدی و عباس تجویدی
- نوازندگان تار:

فرهنگ شریف، جلیل شهناز، لطف‌الله مجد، فریدون حافظی، شاهپور حاتمی، نصراله زرین‌پنجه، مهدی تاکستانی و مسعود جمالی
- نوازندگان بربط (عود):

اکبر محسنی، منصور نریمان، محمود رحمانی‌پور و یوسف کاموسی
- نوازندگان قانون:

سیمین آقارضی و مصطفی مرادبختی
- نوازندگان فلوت:

عماد رام
- نوازندگان ضرب (تنبک):

حسین تهرانی، امیر ناصر افتتاح، جهانگیر ملک، محمد اسماعیلی، حسین همدانیان، آبتین اجلالی، محمود فرهمند، حسین هوشنگی و محسن آچاک
- نوازندگان نی:

حسن کسایی، محمد موسوی و حسن ناهید
- نوازندگان سنتور:

رضا ورزنده، منصور صارمی، مجید نجاهی، فضل‌الله توکل و محمد حیدری و علیرضا میرعلینقی
- نوازندگان سه تار:

احمد عبادی و نصرت‌اله ابراهیمی
- نوازندگان پیانو:

جواد معروفی، انوشیروان روحانی، افلیا پرتو، پویان آزاده، اسدالله چمن آرایی، مزدا انصاری و علیرضا میرعلینقی

## بررسی تطبیقی آواز ایرج و نمونه یک بررسی
ایرج در تمام دستگاه‌های ایرانی هم آواز دارد و هم تصنیف. در تعدادی از آوازها به‌خصوص در سری برنامه‌های گل‌های رنگارنگ چند نمونه مرکب خوانی را ارائه داده است. تحریرهای ایرج روی کلمات درست ادا شده و کاملاً ایرانی است. ایرج صدایش مختص موسیقی ملی ایران است. در مقابل اکبر گلپایگانی آثار شاخصش بیشتر در سه گاه و گاهی شور است. یکی از بزرگ‌ترین انتقاداتی که به ایرج وارد شده توسط نورعلی خان برومند بوده است که نسبت به عدم رعایت اصول و ادوات تحریر ایرانی توسط ایرج به شدت وی را مورد حمله قرار داده است.

## کتاب ایرج نابغه آواز ایران
رونمایی و جشن امضای کتاب ایرج نابغه آواز ایران در جمعه ۱۴ اردیبهشت ۱۳۹۷، با حضور ایرج خواجه‌امیری در سرای اهل قلم سالن فرهیختگان نمایشگاه بین‌المللی کتاب تهران برگزار شد. امیر اسماعیل آذر به عنوان مجری و امیر اعلا عدیلی ناشر و یکی از نویسندگان کتاب در این نشست تخصصی به عنوان سخنران حضور داشتند. عدیلی در این جلسه از ملا میرزا و نعمت‌الله خواجه‌امیری پدربزرگ و پدر ایرج به عنوان ردیف‌دانان مکتب اصفهان یاد کرد و گفت این افراد دانش موسیقایی خود را به ایرج انتقال داده‌اند. در پایان این مراسم، از ایرج خواجه‌امیری درخواست شد برای حاضران در نشست قطعه‌ای را اجرا کند و ایرج آوازی را که به گفتهٔ خود از پدرش آموخته بود، خواند و از کتابش رونمایی کرد.
این کتاب سه فصل دارد. در فصل نخست، زندگی و کار، همکاری ایرج با موسیقیدانان، توانمندی‌ها، خاطره‌های او و همچنین مقاله‌هایی از فعالان موسیقی ایران دربارهٔ ایرج بررسی شده است. فصل دوم این کتاب شامل گفتگوهایی با ایرج، دوستان و نزدیکان ایشان است و در فصل سوم تحلیل آوازها و اجراهای برنامه‌های رادیویی ایرج و فهرست‌نگاری از تصنیف‌ها، آوازها و همکاران او آمده است. در این کتاب در باب مکتب موسیقی اصفهان، خلاقیت در آثار آوازی و رازهای افسانگی ایرج مقالاتی ارائه شده است. در کنار هر یک تصنیف‌ها و آوازهای ایرج در این کتاب، یک کد QR قرار دارد که خواننده کتاب با اسکن آن با گوشی همراه می‌تواند همزمان با دسترسی به لینک‌های آثار در اینترنت آن‌ها را همزمان با خواندن تحلیلشان بشنود. نویسندگان اثر که هر دو از علاقه‌مندان به صدای ایرج بوده‌اند معتقدند: «ایرج آوازخوانی است که چنان کارنامه درخشانی از خود به‌جا گذاشته که تا سالیان دراز قابل تکرار نخواهد بود. صاحب صدایی که هرگز در تاریخ موسیقی ایران مانندی نخواهد یافت.» بخش تحلیل‌های آوازی این کتاب به‌طورکلی جنبهٔ آموزشی دارد و خواننده می‌تواند با خواندن آن‌ها ضمن گوش کردن به آوازها از طریق اسکن QR کدها با گوشی همراه به مضمون اصلی این آثار هنری پی ببرد. این قسمت بخش مهمی از کتاب را از نظر نوآوری تشکیل می‌دهد و مخاطبان می‌توانند سطح دانش خود را از نقطه نظر شناخت ردیف‌های مهم آواز سنتی ایرانی ارتقاء ببخشند. یکی از نویسندگان کتاب ایرج نابغه آواز ایران با بیان اینکه این کتاب زیر نظر ایرج نگاشته شده، اضافه کرد: «جزء به جزء مراحل نگاشتن کتاب با تأیید استاد ایرج بوده و حتی او یک دستخط نیز برای کتاب برایمان ارسال کرد که در صفحه نخست کتاب به چاپ رسیده است.»